# 長窪専三
長窪 専三（ながくぼ せんぞう、1933年2月5日 - ）は、日本の宗教学者、三育学院短期大学名誉教授。キリスト教、ユダヤ教を研究した。
福島県会津若松市出身。1974年デューク大学大学院宗教学博士課程修了、Ph.D.。デューク大学メロン古代遺跡学術調査団スタッフ。三育学院短期大学教授・学長、理事長、名誉教授、聖徳大学教授、江戸川大学教授。セブンスデー・アドベンチスト教会牧師。

## 著書
- 『愛の讃歌 コリント人への第1の手紙13章・講解』福音社 1977
- 『目から鱗ユダヤの知恵』創芸社 2007
- 『古典ユダヤ教事典』教文館 2008

### 翻訳
- M.ヘンゲル『ユダヤ教とヘレニズム』日本基督教団出版局 1983
- J.ニューズナー『パリサイ派とは何か 政治から敬虔へ』教文館 1988
- S.サフライ, M.シュテルン編『総説・ユダヤ人の歴史 キリスト教成立時代のユダヤ的生活の諸相』川島貞雄、土戸清、池田裕共訳 新地書房 1989-92
- J.ニューズナー『イエス時代のユダヤ教』教文館 聖書の研究シリーズ 1992
- 『タルムード ネズィキーンの巻 アヴォート篇』訳・監修 三貴 1994
- J.ニューズナー『ミドラシュとは何か』教文館 聖書の研究シリーズ 1994
- 『ミシュナ 2　モエード』石川耕一郎共訳 教文館 ユダヤ古典叢書 2005
- 『ミシュナ 4 別巻 アヴォート』教文館 ユダヤ古典叢書 2010
- 『タルムード モエードの巻 シャバット篇』翻訳監修 三貴 2012

### 監修
- 『漱石先生の漢字500問答 雲雀や猫やホトトギス 「草枕」と「吾輩は猫である」より』竹屋敷康誠,末田強編 長窪監修 明星企画出版事業部 2008